# Бродницкий сельсовет
Бродницкий сельсовет — административная единица на территории Ивановского района Брестской области Белоруссии.

## Состав
Бродницкий сельсовет включает 12 населённых пунктов:
- Бродница — агрогородок.
- Евлаши — деревня.
- Кацки — деревня.
- Людиновичи — деревня.
- Оброво — деревня.
- Петровичи — деревня.
- Потаповичи — деревня.
- Рыловичи — деревня.
- Суловы — деревня.
- Юхновичи — деревня.
- Яечковичи — агрогородок.
- Якша — деревня.